# American Jewish Joint Distribution Committee
Het American Jewish Joint Distribution Committee (JDC of Joint) is een wereldwijd actieve Joodse niet-gouvernementele hulporganisatie. JDC is opgericht in 1914 en is actief in meer dan 70 landen met haar hoofdkantoor gevestigd in New York.
JDC biedt hulp aan Joodse gemeenschappen in de wereld middels een netwerk van sociale en maatschappelijke bijstandsprogramma's. Daarnaast draagt JDC miljoenen dollars bij aan nood- en ontwikkelingshulp aan niet-Joodse gemeenschappen.